# Philates proszynskii
Philates proszynskii is een spinnensoort in de taxonomische indeling van de springspinnen (Salticidae).
Het dier behoort tot het geslacht Philates. De wetenschappelijke naam van de soort werd voor het eerst geldig gepubliceerd in 1999 door Marek Żabka.